# Красноярськ (село)
Красноя́рськ (рос. Красноярск) — село у складі Адамовського району Оренбурзької області, Росія.

## Населення
Населення — 225 осіб (2010; 287 у 2002).
Національний склад (станом на 2002 рік):
- казахи — 45 %
- українці — 28 %